# Arienzo
Arienzo – miejscowość i gmina we Włoszech, w regionie Kampania, w prowincji Caserta.
Według danych na rok 2004 gminę zamieszkiwało 5195 osób, 371,1 os./km².